# Grab
Grab Holdings Inc. é uma empresa multinacional de tecnologia de Singapura com sede em One-North, Singapura. É desenvolvedora de um superaplicativo para serviços de transporte por aplicativos, entrega de comida e pagamentos digitais em dispositivos móveis que opera em Singapura, Malásia, Camboja, Indonésia, Mianmar, Filipinas, Tailândia e Vietnã.
A empresa foi fundada como MyTeksi por Anthony Tan e Tan Hooi Ling em 2012 para tornar as viagens de táxi mais seguras na Malásia. Em 2016, foi rebatizado como Grab com uma expansão de parcerias no Sudeste Asiático que coincidiu com o desenvolvimento de produtos para entregadores.
Grab é o primeiro decacórnio do Sudeste Asiático, e a maior startup de tecnologia da região. Tornou-se negociada publicamente na NASDAQ em 2021, após a maior fusão SPAC da época. Em 2023, a Fast Company listou a Grab entre as empresas mais inovadoras da região Ásia-Pacífico.

## História

### Fundação e expansão
A ideia de criar um aplicativo móvel de reserva de táxi para o Sudeste Asiático, semelhante aos pioneiros nos EUA, veio primeiro de Anthony Tan (陈炳耀, Chen Bingyao) enquanto ele estava na Harvard Business School. Motivado para tornar as viagens de táxi mais seguras na Malásia, Tan lançou o aplicativo "My Teksi" na Malásia em 2012 junto com Tan Hooi Ling, outro graduado em Harvard. MyTeksi foi iniciado com uma doação inicial de US$ 25.000 da Harvard Business School e do capital pessoal de Anthony Tan.
GrabTaxi se expandiu para as Filipinas em agosto de 2013, e para Cingapura e Tailândia em outubro do mesmo ano. Em 2014, a Grab, em parceria com a HDT Holdings, introduziu 100 táxis elétricos BYD e6 em Cingapura para formar a maior frota de táxis eletrônicos no Sudeste Asiático. Em 2014, a GrabTaxi continuou seu crescimento e expansão para novos países: primeiro lançamento na cidade de Ho Chi Minh, no Vietnã, em fevereiro, Jacarta, na Indonésia, em junho. Em novembro de 2014, a GrabTaxi lançou seu primeiro serviço GrabBike na cidade de Ho Chi Minh como um serviço experimental.

### Rebranding e serviços adicionais

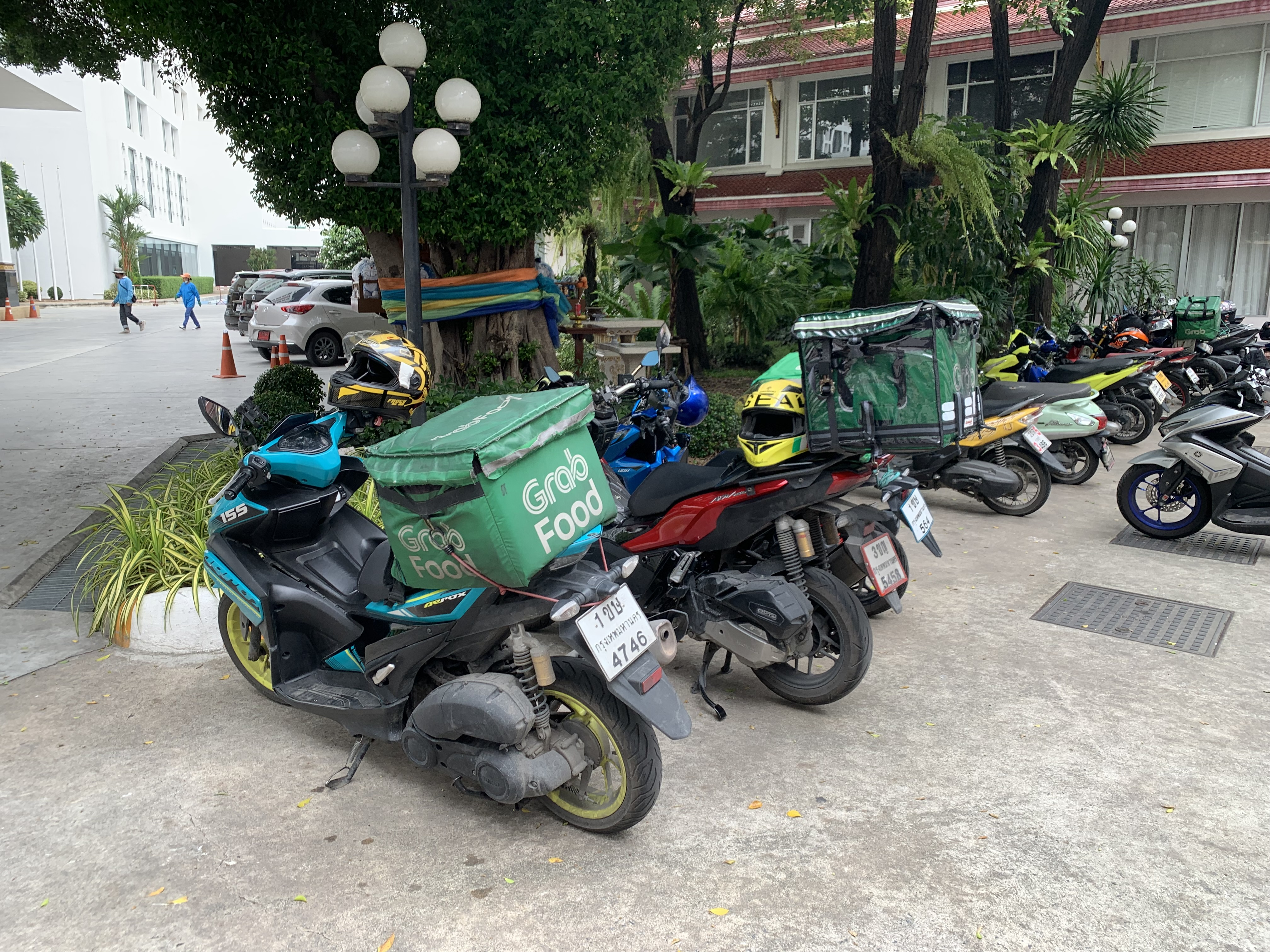
Motocicletas estacionadas de entregadores GrabFood em Banguecoque

Em janeiro de 2016, GrabTaxi foi rebatizado como "Grab" com um logotipo novo e redesenhado. Em outubro de 2016, Grab adicionou um recurso de mensagens instantâneas no aplicativo chamado "GrabChat" para permitir a comunicação simples entre passageiros e motoristas e traduzir mensagens se os idiomas definidos do motorista e do passageiro forem diferentes. Em dezembro de 2016, a Grab lançou o programa de recompensas GrabRewards e os serviços de táxi e compartilhamento de carros GrabShare.
Em fevereiro de 2017, a Grab lançou o serviço GrabCoach para reserva de veículos de passageiros de grande porte. Em março de 2017, a Grab introduziu o GrabFamily para crianças menores de 7 anos, para cumprir os regulamentos onde crianças com menos de 1,35 metros devem ser colocadas em um assento elevatório ou sistema de retenção infantil.
Em março de 2018, a Grab se fundiu com as operações do Sudeste Asiático da Uber. Como parte da aquisição, a Grab assumiu os ativos e operações da Uber, incluindo o UberEats, o que levou à expansão dos serviços de entrega de alimentos da Grab. A Grab também lançou seu serviço de aluguel de eScooter conhecido como GrabWheels em março de 2018.
Em novembro de 2017, a Grab lançou o serviço de pagamento GrabPay como um serviço de pagamento digital entre comerciantes terceirizados, permitindo aos usuários usar o aplicativo para compras fora do serviço de carona.
Em janeiro de 2018, a Grab adquiriu a empresa de tecnologia financeira iKaaz Software Pvt Ltd e que conduz todas as transações de pagamento do superaplicativo Grab em todos os países do Sudeste Asiático.
Em maio de 2018, a Grab lançou o serviço de entrega de comida GrabFood. Em outubro de 2018, a Grab lançou o serviço de correio GrabExpress. Em 2018, a Grab também lançou o Grab Financial, braço financeiro da empresa que oferece serviços de pagamentos, seguros e financiamento. Em novembro de 2018, Grab investiu na plataforma Ovo do conglomerado indonésio Lippo Group. Ovo é a plataforma de pagamento eletrônico digital líder da Indonésia. Em dezembro de 2018, a Grab lançou o programa de assinatura GrabClub.

### Sede e lançamentos de produtos
Em janeiro de 2019, a Grab anunciou que construirá uma nova sede em Cingapura no norte à medida que expande suas operações. A sede terá um total de 3.000 funcionários.
Em fevereiro de 2019, a empresa lançou o GrabPet em Cingapura. No novo serviço, os passageiros com animais de estimação serão alocados aos motoristas do Grab que receberam treinamento em manejo de animais de estimação e recepção de animais em seus veículos.
Em abril de 2019, a Grab lançou sua primeira cozinha na nuvem (chamada GrabKitchen) na Indonésia sob seu serviço de entrega de comida. 50 GrabKitchens foram instaladas em seis países do Sudeste Asiático em um ano. A Grab também lançou seu super aplicativo em abril de 2019 para consolidar seus serviços online em uma plataforma, além de lançar Hotéis e Ingressos.
Um mês depois, a Grab, em parceria com a Mastercard, lançou inúmeros cartões de pagamento (sendo o primeiro na Ásia).
A Marriott International fez parceria com a Grab para cobrir cerca de 600 restaurantes e bares em Cingapura, Indonésia, Malásia, Filipinas, Vietnã e Tailândia, que seriam adicionados à plataforma de entrega GrabFood. Em novembro de 2020, a Grab anunciou o lançamento de seu Centro Tecnológico em Jacarta, Indonésia, para micro, pequenas e médias empresas (MPMEs). Em dezembro de 2020, o Grab recebeu uma licença de banco digital de Cingapura junto com a Singtel. O consórcio Grab-Singtel é conhecido como GXS Bank, e Grab detém uma participação de 60%.

### Listagem pública e parcerias
Em abril de 2021, Grab anunciou planos de abrir o capital por meio de uma fusão da SPAC com a Altimeter Growth Corp., por US$ 39,6 bilhões. Foi relatada como a maior fusão de cheque em branco da época.
GrabPay formou uma parceria com Stripe em maio de 2021 para incluir a GrabPay Wallet como opção de pagamento e conectar comerciantes a usuários de Grab no Sudeste Asiático.
Grab estreou na Nasdaq em dezembro de 2021 após um SPAC com Altimeter Growth Corp., onde as ações abriram a US$ 13,06, mas caíram para US$ 8,75 quando o primeiro dia de negociação começou. Fechou em US$ 7,22 com valor de mercado de aproximadamente US$ 27 bilhões um mês depois. Em 3 de março de 2022, Grab divulgou seus primeiros resultados trimestrais, relatando uma perda anual de US$ 3,4 bilhões em 2021.
Em Março de 2022, a escassez de combustível no Vietnã levou ao aumento dos preços da gasolina e várias plataformas de transporte privado aumentaram os seus preços para transferir o aumento dos custos para os consumidores. Naquele mesmo mês, a empresa anunciou que GrabFood, GrabPay, GrabGifts e seu sistema de entrega seriam introduzidos na Starbucks em seis mercados, incluindo Tailândia, Cingapura, Malásia, Indonésia, Vietnã e Filipinas.
Em junho de 2022, a empresa introduziu o mapeamento e a tecnologia de localização GrabMaps para uso em rotas "hiperlocais" em cidades do Sudeste Asiático. No mês seguinte, anunciou um programa sob seu Fundo GrabForGood para conceder mais de 2.000 bolsas de estudo anualmente aos países em que a Grab opera

## Financiamento
Em abril de 2014, a empresa garantiu mais de US$ 10 milhões em financiamento série A da Vertex Ventures Sudeste Asiático e Índia. A empresa levantou outros US$ 15 milhões em financiamento da série B em maio de 2014, liderado pela empresa chinesa de capital de risco GGV Capital, com participação da Qunar e da Vertex Venture Holdings. Em outubro de 2014, a empresa levantou US$ 65 milhões em financiamento da série C do fundo de hedge norte-americano Tiger Global, GGV Capital e Venture Vertex Holdings. Em dezembro de 2014, Grab conseguiu levantar US$ 250 milhões em financiamento da série D, investidos integralmente pela SoftBank Corp (atual Grupo SoftBank), que Grab afirmou ser o maior investimento feito em uma empresa de internet do Sudeste Asiático já registrado publicamente. Em agosto de 2015, a Grab levantou US$ 350 milhões em uma rodada de financiamento da série E de uma série de investidores, incluindo Didi Kuadi (agora Didi Chuxing) e China Investment Corporation (CIC). Em setembro de 2016, Grab levantou outros US$ 750 milhões em financiamento da série F da SoftBank, Didi e Honda. Em agosto de 2017, Grab levantou US$ 2,5 bilhões em financiamento da série G da SoftBank, Didi e Toyota. Em março de 2018, Grab estava avaliado em US$ 6 bilhões.
Em outubro de 2018, a Grab levantou outros US$ 200 milhões da Booking Holdings (anteriormente conhecida como Priceline).
Em fevereiro de 2020, a empresa anunciou que havia arrecadado um total de US$ 856 milhões em duas parcelas: US$ 706 milhões do Mitsubishi UFJ Financial Group, Inc e US$ 150 milhões da TIS INTEC, uma empresa de soluções de TI sediada no Japão.
Em janeiro de 2021, o Grab Financial Group, a unidade de serviços financeiros da empresa, levantou mais de US$ 300 milhões da Hanwha Asset Management.

## Operações

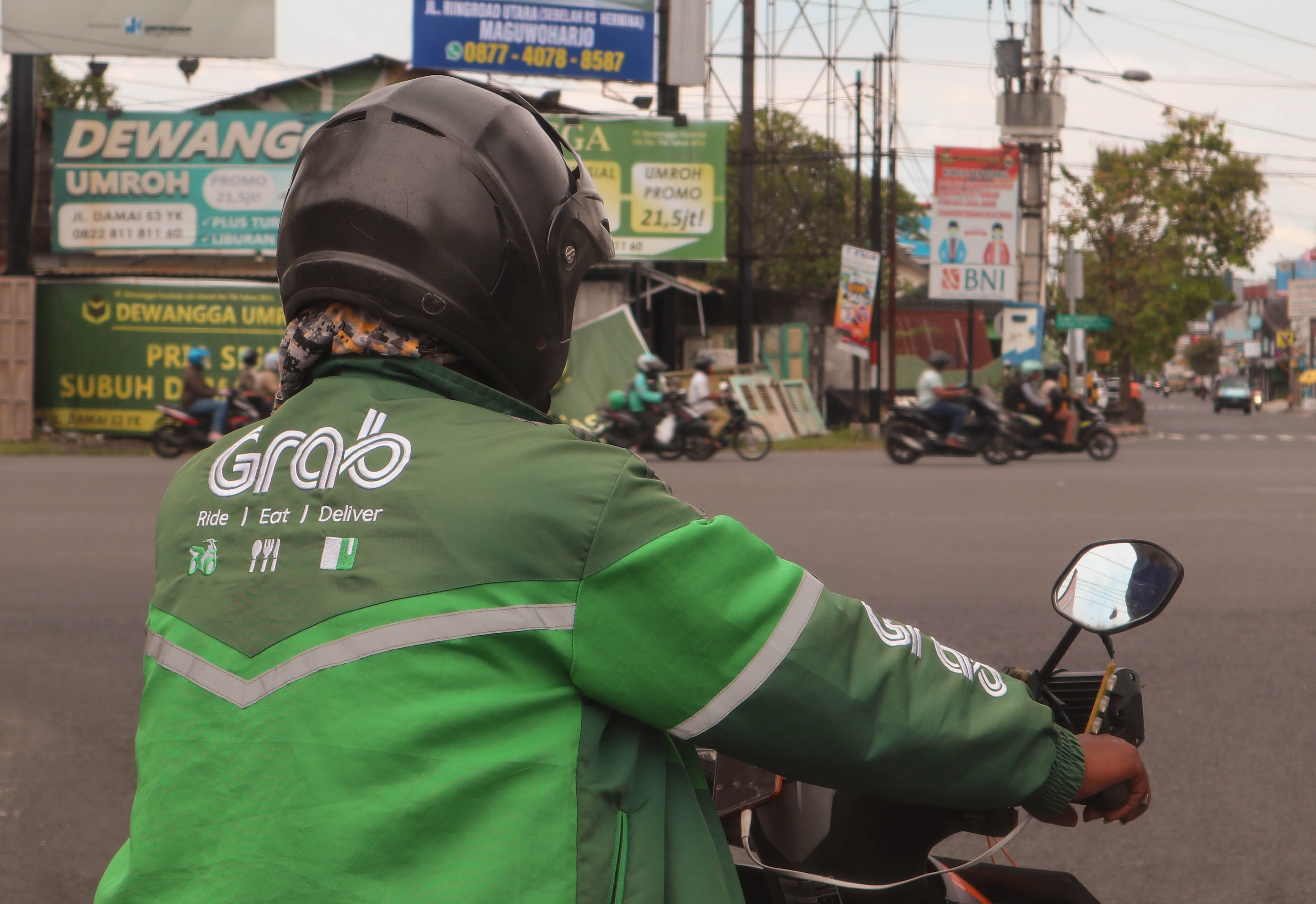
Piloto GrabBike em Yogyakarta, Indonésia

Grab começou como um aplicativo de táxi e estendeu seus produtos para incluir carona, alimentação, entrega de mantimentos e pacotes e serviços financeiros.
O aplicativo Grab atribui táxis e carros particulares de aluguel a passageiros próximos por meio de um sistema de compartilhamento de localização. Grab tem um serviço de entrega de comida GrabFood e serviços de entrega sob demanda GrabExpress, GrabMart e GrabAssistant. Os serviços fintech da Grab incluem pagamentos, seguros, microinvestimento e financiamento a consumidores, microempreendedores e pequenas empresas através do seu Grupo Financeiro Grab.

### Número de usuários
Em maio de 2014, o GrabTaxi disse ter 1,2 milhão de downloads. Por volta de junho de 2013, afirmava estar fazendo uma reserva a cada oito segundos, ou 10 mil por dia, o que representa um crescimento dezesseis vezes maior em um ano. Em novembro de 2017, a Grab atingiu um bilhão de viagens com 66 viagens simultâneas em um segundo em sete países, ocupando 95% de participação de mercado no mercado de serviços de táxi terceirizados e 72% no mercado de serviços de veículos particulares. A empresa também afirmou ter dois milhões de parceiros de condução, 68 milhões de downloads de aplicativos móveis e 3,5 milhões de viagens diárias. Em dezembro de 2018, a Grab afirmou ter servido 920 milhões de quilômetros em viagens aos seus usuários naquele ano.
Em abril de 2021, o Grab teria mais de 214 milhões de downloads de aplicativos e operações em mais de 400 cidades.
A pandemia COVID-19 aumentou o uso do Grab de sua entrega sob demanda, por exemplo, o Grab relatou a integração bem-sucedida de mais de 600.000 novos comerciantes em todo o Sudeste Asiático em 2020. Em dezembro de 2020, a Grab tinha 5 milhões de parceiros motoristas registrados, 2 milhões de parceiros comerciais e 2 milhões de agentes GrabKios na Indonésia. A empresa anunciou que criaria um fundo de doação de US$ 275 milhões em abril de 2021 para seus motoristas e entregadores, incluindo bolsas de estudo, seguro de vida e programas de e-learning.

### Pesquisa e desenvolvimento
A Grab investe em talentos tecnológicos locais em diversos países e diferentes continentes. A empresa melhora os seus serviços e capacidades tecnológicas em IA, mapeamento e outras tecnologias através dos seus centros em Singapura, Pequim, Seattle, Bangalore, Ho Chi Minh, Jacarta e Kuala Lumpur. Em 2018, Grab e a Universidade Nacional de Singapura lançaram um laboratório de inteligência artificial para examinar o transporte no Sudeste Asiático, num investimento conjunto de 6 milhões de dólares.

## Controvérsias
Ocorreram disputas entre motoristas de Grab e operadores de táxi locais, pois os motoristas de táxi reclamaram de um declínio no número de passageiros e na renda desde que a Grab (e seu concorrente Uber) começou a ganhar posição em suas áreas. Até dezembro de 2016, cerca de 65 casos de agressão contra motoristas de GrabBike por motoristas de táxi locais foram relatados na cidade de Ho Chi Minh, no Vietnã. Muita violência eclodiu entre motoristas de Grab e mototáxis em duas grandes cidades de Hanói e Ho Chi Minh City, no Vietnã, com outros 47 casos de agressões registrados em 2017. Motoristas e passageiros em Kuala Lumpur também foram alvo de assédio por parte dos motoristas de táxi locais.
Em 4 de março de 2017, um estrangeiro bêbado teria atacado um motorista da GrabCar em Cingapura. O homem foi então detido e encarcerado por duas semanas por seu crime. Em 26 de outubro, um motorista do Grab foi morto em Pasay, Filipinas, por um suspeito disfarçado de passageiro legítimo, que posteriormente fugiu com o veículo e pertences pessoais da vítima. O suspeito finalmente se rendeu à polícia duas semanas depois e confessou que o matou acidentalmente depois que a vítima se recusou a dar seu dinheiro.
Para reduzir o número de incidentes entre passageiros e motoristas, a Grab implementou uma série de recursos de segurança. Grab instalou um botão de emergência no aplicativo em 2018. Mais tarde, no mesmo ano, a Grab lançou um programa de telemática para incentivar um comportamento de direção seguro para seus motoristas. Em 2019, Grab começou a pedir aos passageiros que tirassem uma selfie antes de viajar para verificação de identidade.

### Demissões
Em Abril de 2020, os salários dos gestores de topo foram reduzidos em 20 por cento e os funcionários foram incentivados a tirar licença voluntária sem remuneração num esforço para gerir custos durante a pandemia da COVID-19. Em junho de 2020, a Grab demitiu 360 funcionários, o que representava pouco menos de 5% do número total de funcionários em seus escritórios no Sudeste Asiático na época.
Em junho de 2023, a Grab anunciou uma redução adicional de 1.000 empregos, o que representava aproximadamente 11% de sua força de trabalho na época. O CEO da empresa afirmou que estes cortes foram necessários para reduzir custos e garantir a acessibilidade dos serviços no futuro. Após este anúncio, as ações da Grab listadas em Nova York caíram 1,2%. Ao mesmo tempo, o CEO Anthony Tan destacou o impacto potencial das tecnologias emergentes e o aumento do custo dos empréstimos.

### Impacto ambiental
Juntamente com o relatório, Grab anunciou que lançaria um recurso de compensação de carbono, integrado em seu aplicativo, para permitir aos usuários comprar compensações de carbono por menos de SGD 0,13 por viagem, com os fundos indo para projetos de reflorestamento e conservação no Sudeste Asiático, incluindo árvores- plantio em florestas 'GrabForGood' na Indonésia, Malásia, Tailândia e Vietnã, por meio de organizações parceiras. A empresa também anunciou que permitiria aos clientes escolher um veículo elétrico em vez de um veículo movido a gasolina ou diesel, ao reservar viagens, e colaboraria com a Hyundai para resolver os problemas existentes com veículos elétricos enfrentados pelos condutores.
Em seu relatório ESG de 2022, a Grab se comprometeu a ser uma empresa neutra em carbono até 2040.
Em junho de 2023, uma reclamação foi feita à Advertising Standards Authority de Cingapura (ASAS) sobre uma campanha em outdoors da Grab que incluía mensagens como "Não aguenta mais multidões? Pegue o GrabShare" exibidas em outdoors nas estações MRT e pontos de ônibus de Cingapura. De acordo com a denúncia, a campanha publicitária era inconsistente com a política nacional de Singapura para incentivar a utilização dos transportes públicos e reduzir as emissões de carbono no setor dos transportes. No entanto, a ASAS rejeitou a reclamação e afirmou que a campanha não violou o Código de Práticas Publicitárias de Singapura (SCAP) porque era improvável que os telespectadores fossem dissuadidos de utilizar o transporte público. O conselho da ASAS também observou que a campanha promoveu a  carona solidária, que era mais amiga do ambiente do que as viagens individuais de partilha de viagens.

## Regulamento
Em 2016, os serviços de mototáxi Grab e Uber foram suspensos sob alegações de que os serviços estavam violando as regras locais e entrando em conflito com empresas de transporte registradas. A repressão adicional aos serviços continuou no início de 2017, quando um funcionário dos transportes tailandês pediu ao governo que os proibisse, embora poucos esforços estivessem sendo feitos, já que ambos os serviços ganharam popularidade entre os visitantes tailandeses e estrangeiros no país.
Em Cingapura, as leis que legalizaram o serviço foram aprovadas em fevereiro de 2017. Alguns meses depois, a Autoridade de Transporte Terrestre (LTA) em Cingapura introduziu um novo regulamento exigindo que os carros de aluguel particular tenham Licença Profissional de Motorista de Aluguel Privado (PDVL), que entrou em vigor em julho de 2017.
Em 4 de Abril de 2017, os veículos Grab e Uber foram classificados como veículos de serviço público como parte do movimento para legalizar ambos os serviços nos seus esforços para transformar os serviços de transporte público do país. As alterações foram aprovadas pelo Parlamento da Malásia em 28 de julho de 2017, que legalizou diretamente a operação de ambos os serviços no país.
Em 2017, o Ministério dos Transportes vietnamita decidiu rever o estatuto jurídico da Grab e da Uber para garantir um ambiente de negócios justo para as empresas. No início de 2020, foi aprovado um decreto para legalizar o Grab e outras plataformas de carona no Vietnã.
No Camboja e em Singapura, a Grab apoiou os governos locais na gestão do tráfego e no desenvolvimento de infraestruturas através dos seus dados e tecnologia.
A Grab também fez parceria com as autoridades para construir redes de transporte mais sustentáveis do ponto de vista ambiental. Co-lançou um Roteiro do Ecossistema de Veículos Elétricos (EV) com o governo indonésio para acelerar a adoção de veículos elétricos. A empresa tem acordos com autoridades das Filipinas e da Indonésia para promover o crescimento e a recuperação do setor do turismo. Também foi nomeada pelo governo da Malásia como parceira oficial para impulsionar a adoção da carteira eletrônica entre os cidadãos. Durante a pandemia da COVID-19, fez parceria com governos da Malásia, Filipinas, Tailândia e Indonésia para permitir que agricultores e pesqueiros vendessem os seus produtos e processassem pagamentos digitais na aplicação Grab.

## Reconhecimento
De 2017 a 2020, a Grab foi classificada como CNBC Disruptor 50 como uma das start-ups mais inovadoras e de crescimento mais rápido. Tan foi reconhecido no Bloomberg 50 na edição de 2017 pelo crescimento da Grab na região e também classificado entre as 100 pessoas mais criativas nos negócios pela Fast Company em 2018.
A Grab ficou em segundo lugar entre as 50 empresas mais inovadoras de 2019 pela Fast Company. Em 2020, a Grab também foi uma das 50 empresas listadas na lista "Change the World" da Fortune, por abordar questões sociais por meio de seus serviços durante a pandemia de COVID-19. Em 2020, Grab também foi listado no guia anual The Fintech Power 50, por simplificar serviços financeiros para pessoas sem e com poucos bancos. Os fundadores foram classificados entre os "50 maiores líderes do mundo" pela Fortune em 2021.